# Liste von Söhnen und Töchtern der Stadt Plainfield (New Jersey)
Dies ist eine Liste bekannter Persönlichkeiten, die in der US-amerikanischen Stadt Plainfield (New Jersey) geboren wurden. Die Liste erhebt keinen Anspruch auf Vollständigkeit.

## 18. und 19. Jahrhundert

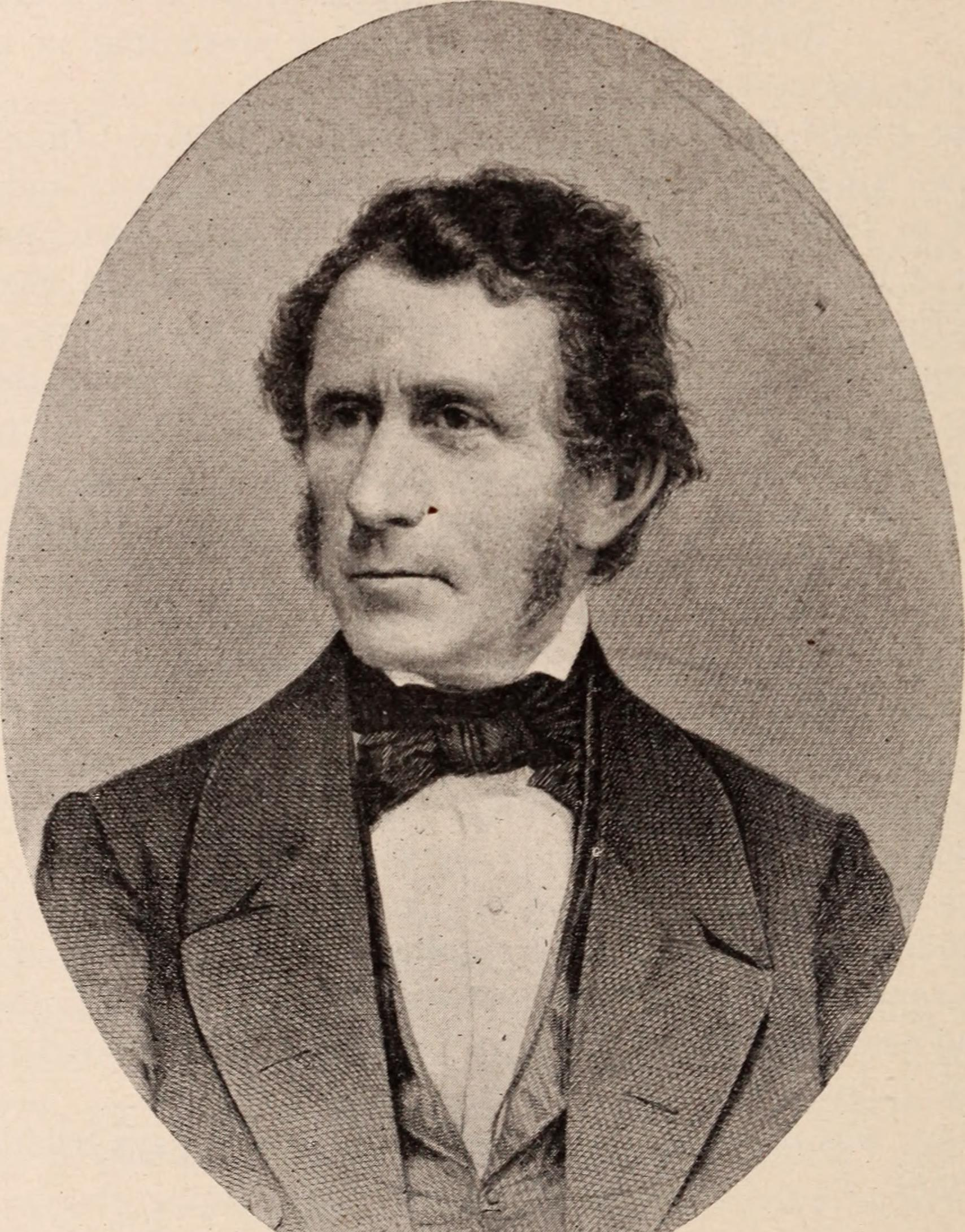
Daniel Drake
(1785–1852)

- Daniel Drake (1785–1852), Mediziner und Autor
- Clemence Sophia Harned Lozier (1813–1888), Ärztin und Aktivistin
- David Jayne Hill (1850–1932), Hochschullehrer und Diplomat
- George H. Utter (1854–1912), Politiker
- William Archibald Dunning (1857–1922), Historiker
- William Nelson Runyon (1871–1931), Politiker
- William Ellery Leonard (1876–1944), Dichter
- Van Wyck Brooks (1886–1963), Literaturkritiker und Historiker
- Jack Martin (1887–1980), Baseballspieler[1]
- David Hand (1900–1986), Animator, Filmregisseur und -produzent

## 20. Jahrhundert

### 1901–1940

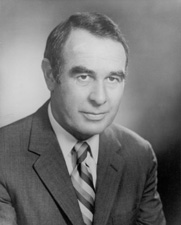
Harrison A. Williams
(1919–2001)

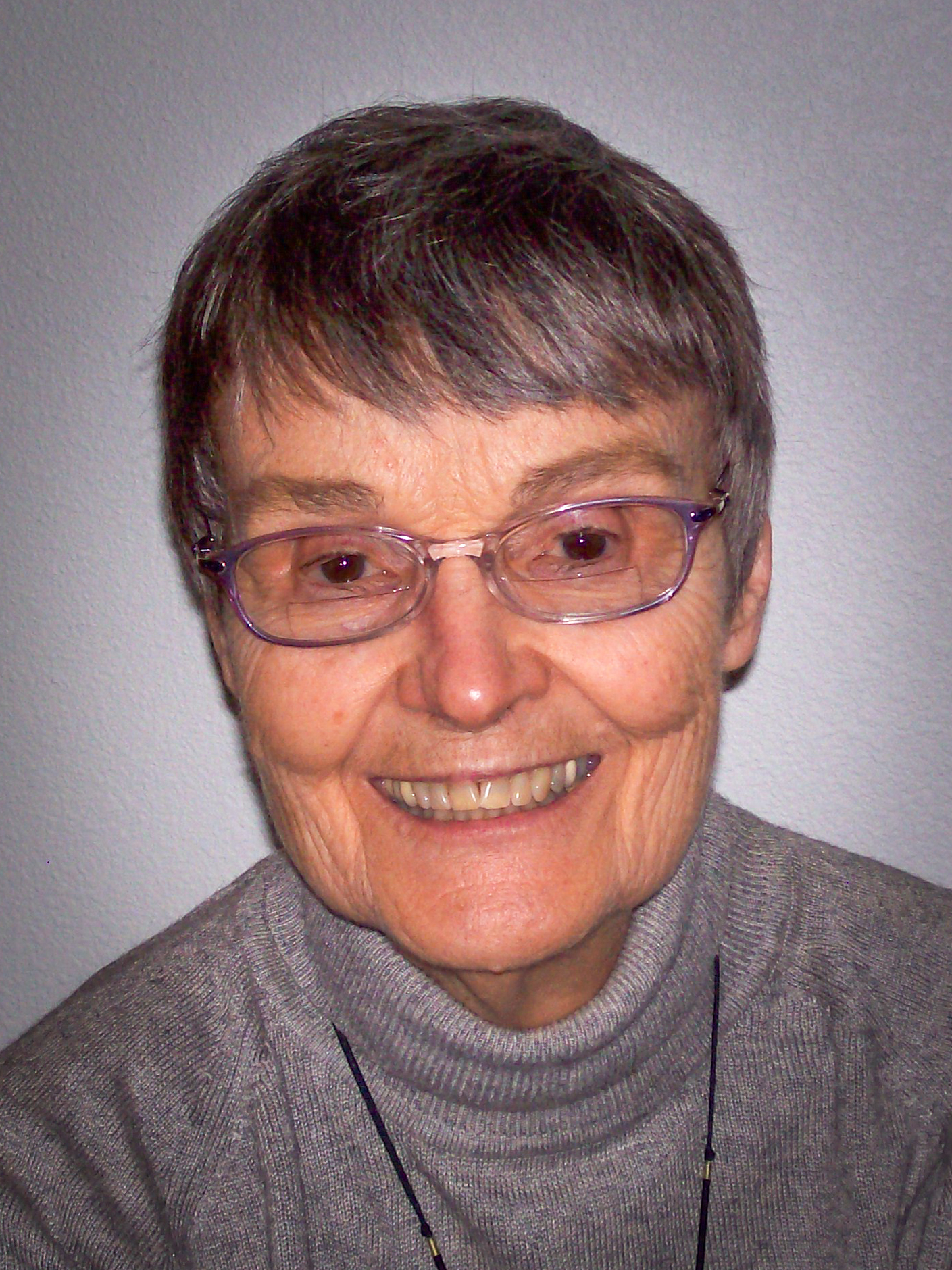
Theo Colborn
(1927–2014)

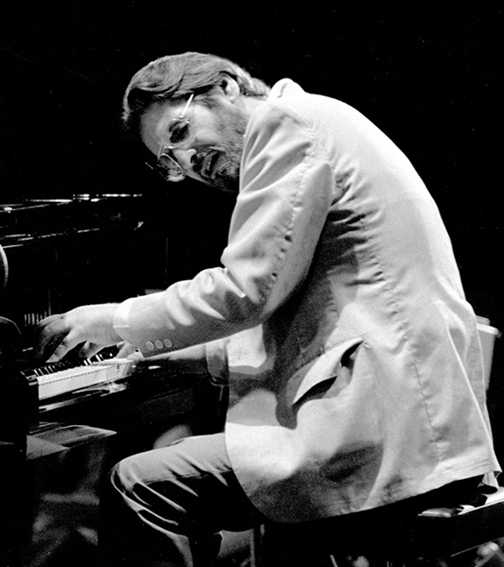
Bill Evans
(1929–1980)

- Philip De Witt Ginder (1905–1968), Generalmajor[2]
- Benjamin Hedges (1907–1969), Hochspringer
- Sam Merwin jr. (1910–1996), Mystery- und Science-Fiction-Autor
- Nathan M. Newmark (1910–1981), Bauingenieur
- Frank Bunker Gilbreth Jr. (1911–2001), Journalist und Autor
- Archibald Cox (1912–2004), Professor für Verfassungsrecht und staatlicher Sonderermittler in der Watergate-Affäre
- George Van Eps (1913–1998), Jazzgitarrist
- William Samuel Verplanck (1916–2002), Psychologe
- Irving Penn (1917–2009), Fotograf
- Alan Eugene Magee (1919–2003), Soldat; überlebte einen ungebremsten Sturz aus ca. 6.000 Meter Höhe
- Harrison A. Williams (1919–2001), Politiker (Demokratische Partei)
- Gresham M. Sykes (1922–2010), Soziologe und Kriminologe
- Theo Colborn (1927–2014), Zoologin und Hochschullehrerin
- Bill Evans (1929–1980), Jazzpianist
- Nancy Van de Vate (1930–2023), Komponistin
- Donald Martino (1931–2005), Komponist
- Jane Rule (1931–2007), kanadische Autorin
- Robert U. Ayres (1932–2023), Physiker
- Milt Campbell (1933–2012), Zehnkämpfer
- Charles N. Brower (* 1935), Jurist
- Geoffrey Lewis (1935–2015), Schauspieler
- John R. Gillis (1939–2021), Historiker
- Sherman Holmes (* 1939), Musiker
- Gary Kuehn (* 1939), Grafiker und Bildhauer
- James Kerr (* 1940), Fechter von den Amerikanischen Jungferninseln[3]

### 1941–1970

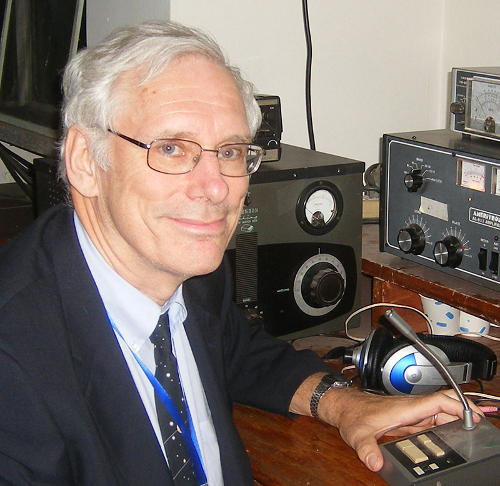
James Moran
(* 1943)

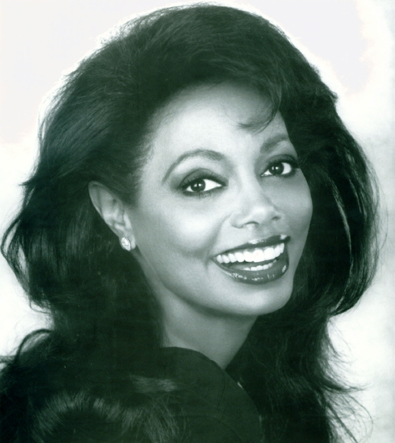
Florence LaRue
(* 1944)

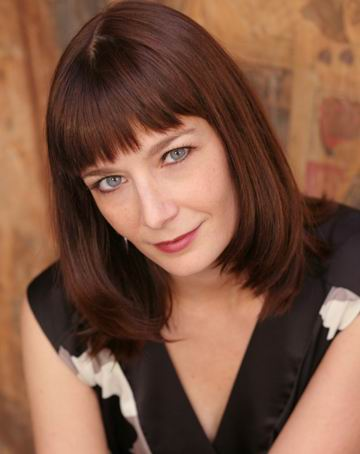
Erika Amato
(* 1969)

- Pete Carmichael (1941–2016), American-Football-Trainer[4][5]
- James Yorke (* 1941), Physiker
- Carol Bellamy (* 1942), Managerin und Politikerin
- Robert Shapiro (* 1942), Rechtsanwalt
- Donald C. Backer (1943–2010), Astrophysiker
- Jan Groover (1943–2012), Fotografin und Malerin
- Wendell Holmes (1943–2015), Musiker
- James Moran (* 1943), Astrophysiker
- Florence LaRue (* 1944), Sängerin und Schauspielerin
- Dennis Báthory-Kitsz (* 1949), Komponist
- David S. Ware (1949–2012), Jazz-Saxophonist
- Herb Robertson (1951–2024), Jazztrompeter
- Garry Shider (1953–2010), Musiker und Gitarrist
- Theodor C. H. Cole (* 1954), Naturwissenschaftler und Verfasser von deutsch-englischen Fachwörterbüchern
- Sally McKee (* 1955), Mediävistin
- Traci Wolfe (* 1960), Schauspielerin
- Isabel Naegele (* 1962), deutsche Gestalterin, Typografin und Hochschullehrerin
- John Marshall (* 1963), Mittelstreckenläufer[6]
- Kenneth Todd Ham (* 1964), Astronaut
- Erik Rosenmeier (* 1965), American-Football-Spieler[7]
- Michele Smith (* 1967), Softballspielerin[8]
- David Williams (* 1967), Eishockeyspieler
- Erika Amato (* 1969), Schauspielerin[9]
- Mary McCormack (* 1969), Schauspielerin
- Keith Silverstein (* 1970), Synchronsprecher[10]
- Tom Vano (* 1970), Eishockeyspieler[11]

### 1971–2000
- Jeffrey Hammonds (* 1971), Baseballspieler[12]

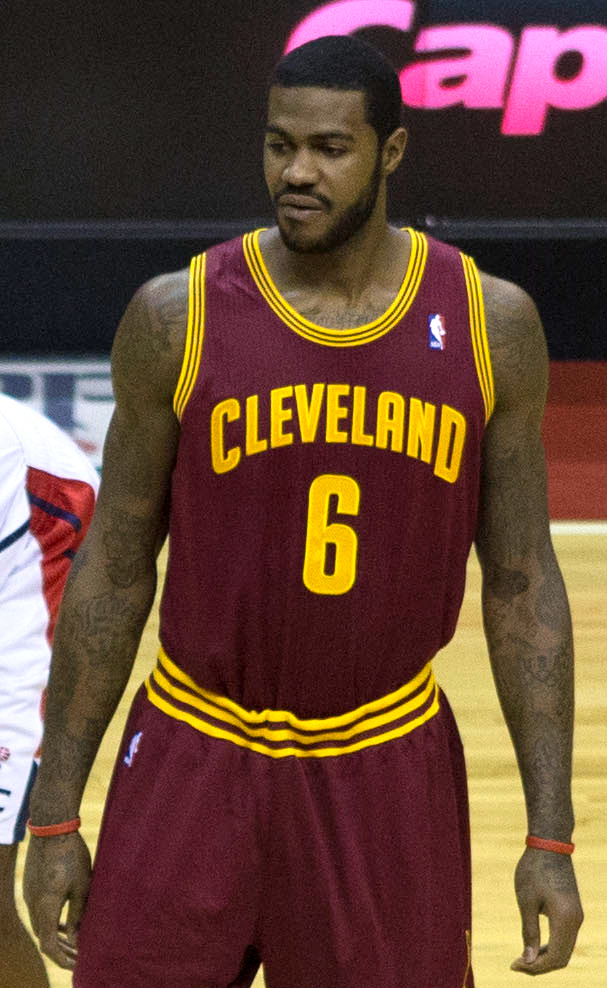
Earl Clark
(* 1988)

- Will McCormack (* 1974), Schauspieler und Drehbuchautor[13]
- Eric Schwartz (* 1976), Komponist, Pianist und Musikpädagoge
- Jay Williams (* 1981), Basketballspieler
- Crawford M. Collins (* 1987), Schauspielerin[14]
- Christina Jackson (*  1987), Schauspielerin
- Earl Clark (* 1988), Basketballspieler
- Kevin White (* 1992), American-Football-Spieler
- Justin Sears (* 1994), Basketballspieler
- Rashan Gary (* 1997), American-Football-Spieler
- Olamide Zaccheaus (* 1997), American-Football-Spieler

## Geburtsjahr unbekannt
- Diane Douglas (* 20. Jahrhundert), Politikerin